# Кулагин, Иван Яковлевич
Иван Яковлевич Кулагин (24 июня 1901,  с. Озинки, Самарская губерния,  Российская империя — 12 ноября 1974, Баку, СССР) — советский военачальник, гвардии генерал-майор (29.01.1943).

## Биография
Родился 24 июня 1901 года в селе  Озинки, ныне не существующее село располагавшееся на территории нынешнего Новозахаркинского муниципального образования Духовницкого района Саратовской области. Русский.

### Военная служба

#### Гражданская война
8 мая 1918 года был призван в РККА в деревне Гусша Балаковского уезда Саратовской губернии и зачислен красноармейцем в 1-й советский стрелковый полк Дивизии Николаевских полков (с сентября — 1-я Николаевская советская пехотная дивизия, затем 1-я Самарская пехотная, с ноября — 25-я стрелковая, а с октября 1919	г. — 25-я стрелковая дивизия им. В. И. Чапаева). В ее составе участвовал в подавлении кулацких восстаний в Николаевском уезде Самарской губернии (май 1918 — февраль 1919 г.), в боях на Восточном фронте против белоказаков под Уральском, войск адмирала А. В. Колчака. С мая 1919 года по сентябрь 1920 года учился на 1-х Самарских курсах красных командиров, после окончания назначен командиром взвода во 2-й Самарский резервный полк Восточного фронта. В декабре 1920 года полк влился в 172-й стрелковый полк 58-й стрелковой бригады 20-й стрелковой дивизии, а  Кулагин затем проходил службу командиром взвода в 154-м стрелковом полку 52-й бригады 18-й стрелковой дивизии и в 7-м Бомбак-Лорийском полку 3-й Кавказской стрелковой дивизии Краснознаменной Кавказской армии. В составе этих частей принимал участие в ликвидации остатков деникинских белогвардейских отрядов под Ростовом и Батайском, в борьбе с вооруженными формированиями Н. И. Махно, с марта 1921	года — на Закавказском фронте в свержении буржуазных режимов в республиках Закавказья и установлении советской власти (Баку, Тифлис, Эривань). В 1921 года был ранен в ногу.

#### Межвоенные годы
После войны в июне 1922 года направлен на учебу в школу инструкторов физического образования при 5-й Киевской военной школе. После ее окончания в мае 1923 года вернулся в 7-й Лорийский стрелковый полк, где исполнял должность зав. физической подготовкой полка, командира взвода полковой школы, пом. командира роты, вновь командира взвода полковой школы. Член ВКП(б) с 1927 года. В сентябре 1929 года переведен в 102-й стрелковый полк 34-й стрелковой дивизии ПриВО на должность командира взвода полковой школы. В октябре 1931 года направлен в УрВО, где проходил службу в 195-м Ишимском стрелковом полку Тюменской стрелковой дивизии в городе Ишим Тюменской области командиром роты и начальником полковой школы. В 1937 году учился на курсах «Выстрел», в сентябре месяце назначен командиром роты 294-го Стерлитамакского стрелкового полка 98-й Уфимской стрелковой дивизии УрВО. В 1938 году избран депутатом Верховного Совета Башкирской АССР. С августа 1939 года в том же округе командовал 466-м стрелковым полком, а с сентября 1940 года — 391-м стрелковым полком 170-й стрелковой дивизии. В апреле 1941 г. «за допущенную порчу оружия» снят с должности и зачислен в распоряжение Управления кадров НКО, затем в мае назначен начальником 2-го отделения отдела боевой подготовки штаба УрВО. В начале июня 1941 года вновь был допущен к командованию 391-м стрелковым полком 170-й стрелковой дивизии, которая в это время входила в состав 62-го стрелкового корпуса 22-й армии. В период с 16 по 21 июня дивизия в составе корпуса и армии была передислоцирована в район пгт Идрица (Псковская обл.).

#### Великая Отечественная война
С началом  войны дивизия в составе армии находилась в резерве Ставки ГК. В конце июня 1941	года армия начала выдвижение в район Полоцка и 2 июля передана Западному фронту. Не закончив сосредоточения и развертывания, части дивизии в составе армии с ходу вступили в сражение с соединениями 16-й армии и 3-й танковой группы немецко-фашистских войск на рубеже Идрица, Витебск, затем участвовали в Смоленском сражении на великолукском направлении. 11 июля 1941 года полковник  Кулагин был ранен и эвакуирован в госпиталь в Москву. После излечения в декабре 1941 года назначен командиром 115-го стрелкового полка 332-й Ивановской стрелковой дивизии им. М. В. Фрунзе, которая входила в состав Московской зоны обороны и занимала оборонительный рубеж Красное, Чертаново, Царицыно, Братеево. В конце декабря она на основании приказа Ставки ВГК выступила по маршруту Москва, Дмитров, Кимры, Лихославль, Торжок, Осташков, после прибытия вошла в 4-ю ударную армию Северо-Западного фронта. В течение января находился при штабе 4-й ударной армии (в оперативном отделении), в ее составе участвовал в Торопецко-Холмской наступательной операции. 
В феврале 1942 года назначен командиром 51-й отдельной стрелковой бригады этой же 4-й ударной армии Калининского фронта. В апреле на базе бригады была сформирована 119-я стрелковая дивизия, а полковник  Кулагин утвержден ее командиром. В начале сентября 1942 года дивизия вошла в состав вновь сформированной 5-й танковой армии 2-го формирования резерва Ставки ВГК. 22 сентября она в составе армии была подчинена Брянскому фронту, а 29 октября передана Юго-Западному фронту. В его составе участвовала в контрнаступлении под Сталинградом. В ноябре месяце он был отстранен от должности и зачислен в распоряжение Военного совета Юго-Западного фронта. 7 декабря 1942 года допущен к командованию 35-й гвардейской стрелковой дивизией 1-й гвардейской армии, «пленил и уничтожил противника в районе Арбузовка, Жуковка» (из боевой характеристики), за что был награжден орденом Суворова 2-й степени. В дальнейшем командовал этой дивизией в составе 1-й гвардейской и 6-й армий Юго-Западного фронта. Участвовал с ней в наступательных и оборонительных боях на Донбассе, затем в составе 8-й гвардейской армии 3-го Украинского, 1-го Белорусского фронтов — в битве за Днепр, Никопольско-Криворожской, Березнеговато-Снигирёвской, Одесской, Белорусской наступательных операциях, в освобождении городов Апостолово, Николаев, Одесса (Украина), Парчев, Магнушев (Польша). С декабря 1944 года по апрель 1945 года находился на учебе в Высшей военной академии им. К. Е. Ворошилова, затем до конца войны состоял в резерве Ставки ВГК (прикомандирован к этой же академии).
За время войны комдив Кулагин  был один раз персонально упомянут в благодарственных в приказах Верховного Главнокомандующего.

#### Послевоенное время
После войны генерал-майор  Кулагин в октябре 1945 года был назначен заместителем командира 22-го гвардейского стрелкового корпуса ПрибВО. С января 1946 года командовал 46-й гвардейской стрелковой дивизией, с июля занимал должность заместителя командира 23-го гвардейского стрелкового корпуса, с февраля 1947 года — начальника отдела боевой подготовки штаба 11-й гвардейской армии. В декабре 1948 года он был назначен командиром 26-й гвардейской стрелковой Восточно-Сибирской Городокской Краснознаменной дивизии. С апреля 1954 года находился в командировке в Румынии в должности военного советника командира армейского корпуса Румынской армии. После возвращения в СССР в декабре назначен командиром 6-й стрелковой дивизии ЗакВО. В октябре 1956 года гвардии генерал-майор  Кулагин уволен в запас.

## Награды
- орден Ленина (21.02.1945)[7]
- четыре ордена Красного Знамени (26.10.1943[8],  20.03.1944[5], 03.11.1944[7],  20.06.1949[7])
- орден Суворова 2-й  степени (31.03.1943)[9]
  - медали в том числе:
  - «За оборону Москвы» (1945)
  - «За оборону Сталинграда» (1945)
  - «За победу над Германией в Великой Отечественной войне 1941—1945 гг.» (1945)

Приказы (благодарности) Верховного Главнокомандующего в которых отмечен И. Я. Кулагин.
- За освобождение от немецких захватчиков городов Новомосковск, Синельниково, Лозовая и Павлоград. 23 сентября 1943 года. № 23.